# Thelymitra frenchii
Thelymitra frenchii är en orkidéart som beskrevs av Jeffrey A. Jeanes. Thelymitra frenchii ingår i släktet Thelymitra och familjen orkidéer. Inga underarter finns listade i Catalogue of Life.